# Limba ebraică
Ebraica (עִברִית) este o limbă semitică – parte din familia de limbi afro-asiatice (hamito-semitice) – vorbită de peste 9,2 milioane de oameni în Israel și folosită ca limbă liturgică și de studiu scripturale în comunitățile evreiești din lume. În Israel este limba oficială de stat, în timp ce limba arabă se bucură de un statut special. Limba ebraică este considerată „limba sfântă”, atât a religiei iudaice, a samaritenilor, cât și a creștinismului, ca limbă a Vechiului Testament.

## Originile limbii ebraice

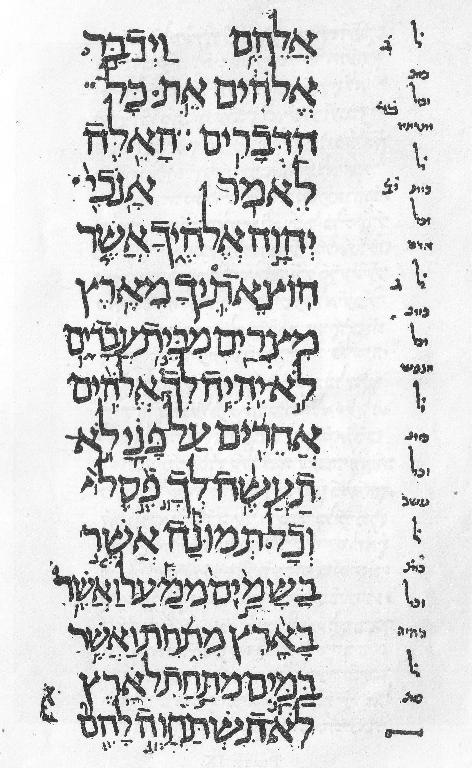
Un fragment din Tanah (Biblie), care conține Cele zece porunci

Ebraica este o limbă semitică și aparține unui grup mai larg, cel semitic, al familiei limbilor afro-asiatice (hamito-semitice). Etapele limbii ebraice vechi repetă dezvoltarea limbii scrise și coincide cu apariția textelor clasice.

### Etapele dezvoltării limbii ebraice
La origine a fost probabil un dialect canaanit, înrudit cu limba feniciană și aflat în uzul triburilor israelite antice. În Biblie apare sub numele de „limba din Canaan” sau din Iudeea (yehudit = iudeu).
1. Perioada biblică. Surse: Biblia ebraică (Vechiul Testament) sau Tanahul.
2. Perioada post-biblică. Surse: Mișna și Manuscrisele de la Qumran.
3. Perioada Talmudului și a Masoreților. Surse: Midraș, Piutim, Talmud.
4. Perioada medievală. Surse: Comentariile biblice și talmudice (Rași, Maimonide, Nahmanid); poeți hispanici (Iehuda Ha-Levi, Ibn-Ezra); Kabbala.
5. Perioada secolelor XVIII–XIX. Surse: reviste, ziare, romane, manuale școlare la toate disciplinele.
6. Perioada renașterii limbii ebraice (secolul al XX-lea). Limba, care timp de 18 secole a fost socotită una moartă devine în secolul al XX-lea limbă de stat a Palestinei sub mandat britanic (alături de arabă și engleză), iar apoi limbă oficială a Israelului. Aceasta a devenit posibil datorită eforturilor unui șir de cărturari entuziaști, între care s-a evidențiat figura lui Eliezer Ben-Yehuda. Renașterea limbii ebraice s-a înscris în mod armonic în mișcarea și ideologia sionistă. Importante în acest aspect sînt cuvintele lui Haim Weizmann, care va deveni primul președinte al Israelului: „Noi nu am venit în Eretz-Israel să copiem viața Varșoviei, Minskului sau Londrei. Esența sionismului este de a transforma valorile pe care evreii le-au acumulat sub influența altor culturi”. În anul 1905 la Jaffa se deschide primul gimnaziu ebraic, „Herzelia”, cu predarea exclusiv în limba ebraică. Politica de promovare activă și intransigentă în instituțiile evreiești și în organizațiile de stat, după proclamarea Statului Israel, a garantat succesul renașterii acestei limbi.

Se disting următoarele etape ale limbii ebraice clasice:
- ebraica biblică arhaică (secolele X–VI î. Hr.);
- ebraica clasică (secolul al VI-lea î. Hr.);
- ebraica biblică târzie (secolele VI–IV î. Hr.);
- ebraica manuscriselor din Qumran (secolul al III-lea î. Hr.–secolul I e. n.);
- ebraica textelor mișnaice (secolele I–V e. n.).

Limba ebraică antică prezintă două perioade distincte de evoluare: ebraica biblică și ebraica din Mișna. În timpul Imperiului Bizantin timpuriu (secolul al IV-lea e. n.) ebraica vorbită dispare mai ales după apariția textului Mișna și după războiul lui Bar Kohba din 135 e. n.

### Ebraica textelor din Mișna și Talmud
Denotarea ebraicii mișnaice este introdusă pentru a distinge dialectul Talmudului de cel al Tanahului (Vechiului Testament). Dialectele textelor talmudice se împart în două grupuri: ebraica mișnaică (sau tannaită), care era o limbă vorbită, și ebraica amoraică, care era o limbă literară, preponderent scrisă.
Cel mai vechi text talmudic a fost Mișna (משנה), care a fost scris aproximativ în anul 200 e. n. în așa numita ebraică mișnaică. Același dialect al ebraicei a fost observat și în manuscrisele de la Marea Moartă. Ebraica mișnaică este considerată un dialect al limbii ebraice clasice și a funcționat ca limbă de comunicație în Israel.
O formă de tranziție a limbii ebraice poate fi întâlnită în textele care au fost scrise drept comentariu la Mișna în următoarele secole: Midrashim (Sifra, Sifre, Mechilta) și culegerea de comentarii suplimentare la Mișna cunoscută ca Tosefta (תוספתא). Peste un secol după scrierea textului Mișna, ebraica mișnaică a încetat de a fi folosită ca limbă curentă vorbită. Totuși ebraica a supraviețuit ca limbă literară și liturgică în forma „amoraică”, care poate fi găsită în Ghemara (comentarii suplimentare la Mișna și Baraitot), alături de textul dominant scris in aramaică

### Ebraica medievală
După încheierea Talmudului (scris timp de câteva generații) a apărut o varietate de dialecte medievale ebraice. Cel mai răspândit dintre ele a fost ebraica tiberiană sau masoretică, un dialect din Galileea, care a devenit standardizat în vocalizarea textelor scrise. Ebraica tiberiană reprezintă lucrarea de vocalizare a textelor biblice, pentru a păstra exact pronunția corectă a cuvintelor. Cărturarii care au promovat-o, „masoreții”, au adăugat semnele diacritice (nekudot) pentru a folosi textele în cântările liturgice. Unicul text masoretic păstrat este Codexul Aleppo, scris în secolul al X-lea e. n.
În Secolul de Aur al culturii evreiești din Peninsula Iberică s-au scris cele mai însemnate lucrări la capitolul gramatică și lexicologie al ebraicii biblice. Necesitatea de a exprima concepte abstracte împrumutate din filosofia clasică greacă sau arabă a impus învățaților medievali să împrumute termeni și structuri gramaticale din aceste limbi sau să creeze cuvinte noi cu ajutorul rădăcinilor ebraice existente.
O altă personalitate care a cizelat ebraica medievală a fost Moise Maimonide, care a folosit (pe lângă scrierile sale în limba arabă) o ebraică bazată pe tradiția mișnaică. Literatura rabinică ulterioară este scrisă într-un amestec dintre stilul lui Maimonide și ebraica arameică a Talmudului.
În Evul Mediu ebraica a fost folosită ca limbă de comunicare între evrei din diferite țări, în special în domeniul comerțului.

### Folosirea limbii ebraice în liturghie
Limba ebraică a fost, împreună cu aramaica, o limbă a rugăciunilor și a studiilor religioase iudaice. Istoric, datorită diasporei, împrăștierii poporului evreu, legătura dintre diferitele comunități păstrându-se aproape exclusiv, în scris, au apărut deosebiri de pronunțare:
- Ebraica așkenazilor a apărut în Europa Centrală și de Est și este folosită în unele sinagogi din Israel și din diaspora. Ea are unele particularități comune cu ebraica folosită de evreii din Yemen.
- Ebraica sefarzilor a fost și este vorbită de evreii originari din Spania și Portugalia. Pronunția acestui grai a stat la baza fonologiei ebraice contemporane.
- Ebraica orientală (mizrahică) este un grup de graiuri apropiate de cel sefard, folosite de evrei în țările islamice. Posibil că au fost influențate de limba aramaică și de dialectele limbii arabe. Unii lingviști susțin că acest grai, mai gutural, ar fi mai apropiat de modul inițial de pronunțare al ebraicii biblice.

Pronunția askenază este mai frecventă în rândurile credincioșilor așkenazi ortodocși. Pronunția sefardă este uzitată astăzi în Israel în ambele rituri : așkenaz și sefard. Unii evrei în Israel și în diaspora pot stăpâni liturghia în ambele graiuri (pronunțări).

### Ebraica modernă
În epoca modernă, începând cu secolul al XIX-lea, limba ebraică este supranumită „ebraica contemporană”, „ebraica israeliană”, „noua ebraică” (ivrit hadashá). Ebraica contemporană a păstrat multe caracteristici ale graiului sefardic, dar s-a îmbogățit considerabil cu neologisme numeroase (mai ales din domeniul tehnicii, științei și administrației) și cu împrumuturi de cuvinte și expresii din limbile europene (mai ales din engleză, rusă, germană, idiș) și din cea arabă. Și din limba română au pătruns câteva cuvinte, de notat în special „hora”, intrată în ebraica modernă de la finele secolului al XIX-lea, împreună cu dansul respectiv, adoptat ca principal dans popular israelian.
Limba și argoul israeliene folosesc și ele astăzi un număr de cuvinte împrumutate din limbile diasporei – ca idiș, ladino, rusă, poloneză, arabă, inclusiv saluturi (ahlan), cuvinte apreciative ca sababa sau ahla (excelent), cât și înjurături.
Forma și uzul literar al limbii ebraice contemporane începe cu Haskala (Iluminismul evreiesc) din mijlocul secolului al XIX-lea. În acea perioadă apar o serie de publicații periodice în limba ebraică (Hamagid – în Prusia, Haioeț – în România ș.a.). Între poeții care au scris în ebraica modernă s-au distins la începutul secolului al XX-lea Haim Nahman Bialik și Saul Cernihovski.
Renașterea limbii ebraice ca „limbă vie”, folosită unanim și cotidian, a fost inițiată de Eliezer Ben-Yehuda (1858–1922). El s-a alăturat mișcării sioniste de renaștere națională și în 1881 a emigrat în Palestina, pe atunci parte a Imperiului Otoman. Motivat de idealurile de schimbare a modului de viață din diaspora evreiască europeană (ștetl), Ben-Yehuda începe să caute căi pentru a transforma o limbă liturgică și livrescă într-una vorbită. Efortul principal a fost de a deschide instituții de învățământ care să folosească numai ebraica ca limbă de predare. Pentru a realiza acest proiect Ben-Yehuda a scris o serie de manuale școlare. Numai după cea de-a doua Alia (val de reîntoarcere a evreilor în Israel) se poate constata o mișcare organizată de modernizare a limbii.
Biblia ebraică (תנ"ך, Tanah) este scrisă în limba clasică ebraică din perioada exilului babilonian în secolul al VI-lea î. Hr. De aceea evreii au numit ebraica în decursul veacurilor „limbă sacră” (לשון הקודש, Lashon Hakodesh).
După căderea Ierusalimului în anul 70 și începutul diasporei evreiești, ebraica a devenit o limbă literară, folosită în rugăciune și studiul Bibliei. A fost reînviată în secolele al XIX-lea și al XX-lea, pentru a înlocui dialectele iudeo-arabe, iudeo-arameice, iudeo-buhare, limba ladino și limba idiș ca limbă națională a evreilor. Începând cu anul 1921 limba ebraică a devenit limbă oficială în Palestina, aflată la acea dată sub mandat britanic, iar odată cu proclamarea statului independent Israel, la 14 mai 1948, ea a devenit limba oficială a acestuia.
Ebraica modernă este singura care a supraviețuit dintre limbile canaanite.

## Sistemul de scriere și vocalizare
Limba ebraică contemporană folosește alfabetul ebraic (pătrat). Alfabetul pătrat de asemenea este folosit în aramaică și idiș. Acest alfabet a fost împrumutat din arameică în sec. al VI-lea înainte de Cristos. În alfabetul ebraic fiecare semn denotă un anumit sunet. În total alfabetul conține 22 de semne, toate fiind consonante. În ebraică nu există semne alfabetice care ar fi vocale, dar unele litere (alef, ain, iud și vav) și-au pierdut calitatea de consoane și sunt folosite ca vocale.
Scrierea literelor se face una după alta, fără legătură, de la dreapta spre stânga. Acest mod de scris se datorează faptului că primele scrieri s-au făcut pe dale de piatră, cu dalta și ciocanul, dalta în mâna stângă și ciocanul în cea dreaptă. Scrierea ebraică nu cunoaște litere majuscule și minuscule. Există două seturi de litere: unul pentru tipar, și unul pentru scrierea de mână.

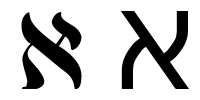
א Alef
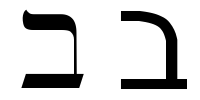
ב Bet
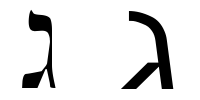
ג Gimel
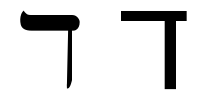
ד Dalet
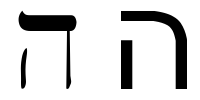
ה He
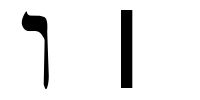
ו Vav
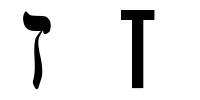
ז Zain
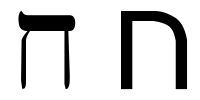
ח Het
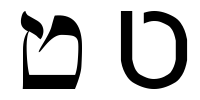
ט Tet
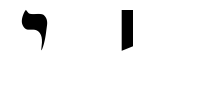
י Iud
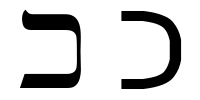
כ Kaf
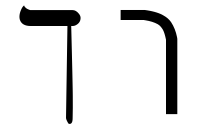
ך Kaf (finală)
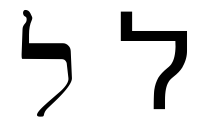
ל Lamed
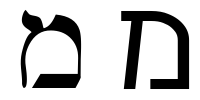
מ Mem
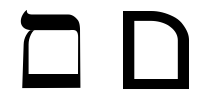
ם Mem (finală)
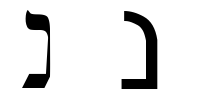
נ Nun
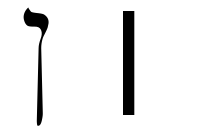
ן Nun (finală)
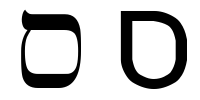
ס Sameh
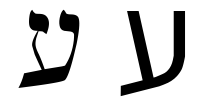
ע Ain
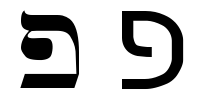
פ Pe
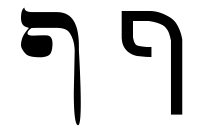
ף Pe (finală)
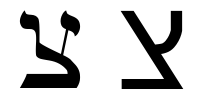
צ Țadi
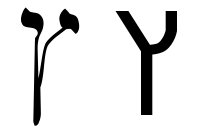
ץ Țadi (finală)
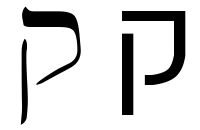
ק Kuf
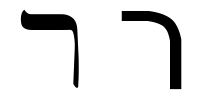
ר Reș
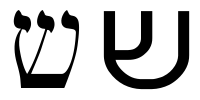
ש Sin/Șin
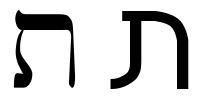
ת Tav

Alfabetul ebraic conține în total 22 de litere, iar scrierea și, respectiv, citirea se fac de la dreapta la stânga și de sus în jos (în acest tabel sunt prezentate numai literele de tipar - 2 fonturi).
Vocalele sunt înregistrate cu ajutorul vocalizării - așa numitele (נקודות) „nekudot” - o serie de puncte și linioare (ștrihuri). În majoritatea textelor vocalizarea este omisă, dar se păstrează în mod obligatoriu în textele religioase,în cântece, în poezii, în manualele școlare și în cărțile pentru copii.

## Sistemul de notare a vocalelor
Semnele de notare a vocalelor sunt folosite în texte pentru a completa textul consonantic cu vocale. Pronunția sunetelor "a, e, i, o, u" coincide în general cu cele din limba română. Vocalele în limba ebraică nu sunt palatalizate înaintea sunetelor i, e. Vocalele sunt scrise dedesubtul sau deasupra literei.
| Semnul vocalizării | Denumirea semnului | Cum se citește |           | Exemple |                     |
| ------------------ | ------------------ | -------------- | --------- | ------- | ------------------- |
| ַ                   | Patah              |                | а         |         | אַתָּה(ata), עַיִן(iain) |
| ָ                   | Kamaț              |                | а         |         | קָרָא (kara)          |
| ֵ                   | Țere               |                | e închis  |         | בֵּן (ben)            |
| ֶ                   | Segol              |                | e deschis |         | דֶּרֶךְ (dereh)         |
| ִ                   | Hirik              |                | i         |         | אִם (im)             |
| י ִ                 | Hirik cu yod       |                | i         |         | כִּי (ki)             |
| ֹ                   | Holam haser        |                | о         |         | כֹּהֵן (kohen)         |
| ֹו                  | Holam male         |                | о         |         | טוֹב (tov)           |
| ָ                   | Kamaț katan        |                | о         |         | כָּל (kol)            |
| ֻ                   | Kubbuț             |                | u         |         |                     |
| ו                  | Șuruk              |                | u         |         | הוּא (hu)            |

Unele vocale neaccentuate pot fi notate cu ajutorul semnului șvaְ (două puncte sub literă), sau cu ajutorul unei combinații șva și semnele segol, kamaț și patah. Acest grup este numit hataf-vocale.
Hataf - vocale :
| ֳ | hataf-kamaț |  |  |                | sunet neaccentuatb          |
| ֲ | hataf-patah |  |  |                | sunet neaccentuat а         |
| ֱ | hataf-segol |  |  | אֱלֹהִים (elohim) | sunet neaccentuat e deschis |

Textul versetului din Geneza 1:9 „Și a zis Dumnezeu: Să se strângă apele”.
Literele sînt scrise cu negru, semnele de vocalizare în roșu, semnele de cantilare în albastru

Faptul că unui sunet îi revine mai multe semne de notare este explicat tradițional prin diferențierea sunetelor lungi și scurte. În ebraica contemporană această diferență în pronunție nu mai există, dar s-a păstrat în scrierea și ortografierea cuvintelor.